# Wang Čchung
Wang Čchung (čínsky pchin-jinem Wáng Chōng, znaky 王充; 27, Šao-sing – 107, Šao-sing) byl čínský filozof, který do čínské filozofie vnášel materialistické prvky. Byl konfuciánem, ale byl v něm reprezentantem skeptického, kritického a ateistického proudu, který oponoval návratu mytických a náboženských tendencí do konfucianismu, k němuž v 1. století začalo docházet.
Narodil se v chudé rodině a už v dětství osiřel. Po většinu života byl učitelem ve svém rodném městě.
Jeho nejvýznamnějším dílem je kniha Lun-cheng (Kritická pojednání). Svou filozofii stavěl na soudobé astronomii a lékařství. Wang učil, že základem všeho je hmotná substance, kterou nazýval juan-ťi (někdy překládáno jako „prvotní éter“). Věci se od sebe liší mírou zhuštění této substance. Wang učil, že existuje i duše, která je z velmi jemné substance, ale je vázána plně na tělo a je od ní neoddělitelná: zaniká spolu s tělem. V člověku podle Wanga nemůže být žádné poznání, které nezískal vnímáním, pozorováním či přemýšlením. Popíral existenci Nebeského vladaře (oblíbená postava čínského lidového náboženství), existenci duchů či odplatu vyšších sfér za dobré, nebo naopak zlé skutky. Naopak propagoval „cestu tao“.